# Олександр Стойка
Олекса́ндр Сто́йка (1890, Карачин, нині Виноградівський район — 31 травня 1943, Мукачево) — греко-католицький мукачівський єпископ (1932—1943 рр.), секретар мукачівських єпископів (1931—1932 рр.), генеральний вікарій. Сконсолідував релігійне життя єпархії після часткового переходу вірних у православ'я, підтримував культурний «русинський» напрям (газета «Неділя»), спершу був лоялістом-мадяроном після 1938 року, але згодом розчарувався у проугорських симпатіях. Відомий своєю харитативною діяльністю.

## Біографія
Олександр Стойка народився в 1890 році в Карачині, на Виноградівщині.
Навчався в Ужгородській гімназії, а з 1910 року — в Ужгородській богословській семінарії та Центральній духовній семінарії в Будапешті, після закінчення якої в 1916 році був висвячений на священника.
Працював єпископським секретарем до 1930 року. Після смерті єпископа Петра Гебея був вікарієм єпархії, а в травні 1932 року став єпископом Мукачівської греко-католицької єпархії. Крім пастирських листів писав апологічні статті, відзначався проповідництвом.
Активно листувався з митрополитом Андреєм Шептицьким. У Центральному державному історичному архіві у Львові збереглася частина їхньої кореспонденції.
Помер Олександр Стойка 31 травня 1943 року. Похований на замковому кладовищі, що тепер знищене.

## Меценат
Ставши єпископом, О.Стойка започаткував «пасхальну акцію» (щоб у кожного бідняка була біла пасха), для чого збирав кошти по всій республіці. Під час його єпископства були відкриті інтернати священичих сиріт «Конвикт» і «Алюмнеум» та інтернат для жіночої вчительської семінарії в Ужгороді.
За період єпископства - висвятив 158 священиків. Разом з місіонерами провів 163 місії-реколекції, що сприяло поверненню до греко-католицької церкви чимало «заблудших душ». За період його владичества було побудовано і відремонтовано 67 церков. Він особисто відвідав майже всі парохії краю, до яких інколи доводилось йти пішки й по 2—3 години.

## Публікації
Проповіді публікував у виданнях «Руського вестника», «Свободи», «Неділі», «Місійних календарів» та ін. Написав і видав у 1927 році брошуру «К упорядкованню священических державних жалованій», а в 1928 році — «Державне жалуванню духовенства».